# توریچه
توریچه (به ایتالیایی: Torrice) یک کومونه در ایتالیا است که در استان فروزینونه واقع شده‌است. توریچه ۱۸٫۲ کیلومتر مربع مساحت و ۴٬۶۴۷ نفر جمعیت دارد و ۳۲۱ متر بالاتر از سطح دریا واقع شده‌است.

## خواهرخوانده
شهر کملو خواهرخواندهٔ توریچه هست.